# بلکول جانکشین (ویسکانسین)
بلکول جانکشین (به انگلیسی: Blackwell Junction) یک منطقهٔ مسکونی در ایالات متحده آمریکا است که در Blackwell واقع شده‌است. بلکول جانکشین ۴۶۳٫۹۱ متر بالاتر از سطح دریا واقع شده‌است.